# Quad City Thunder
I Quad City Thunder sono stati una società di pallacanestro statunitense con sede nell'area metropolitana delle Quad Cities, tra gli Stati dell'Illinois e dell'Iowa. Fondati nel 1987, hanno partecipato al campionato della Continental Basketball Association fino al suo fallimento, nel 2001, anno in cui anche la società terminò l'attività. 
Nel 1994 e nel 1998 hanno vinto il titolo della lega, mentre sono stati sconfitti in finale nel 1991.
L'impianto di gioco si trovava a Moline, Illinois, e la squadra fu protagonista di un'accesa rivalità con quella della vicina città di Rockford, i Rockford Lightning.
Il nickname della franchigia, Thunder, in inglese significa tuono, e il simbolo della squadra era il dio vichingo del tuono Thor.
Tra i cestisti che hanno militato nella squadra sono da ricordare Anthony Parker e George Gervin.

## Stagioni
| Stagione | Lega | Denominazione     | V  | P  | %    | Piazzamento | Play-off                 |
| -------- | ---- | ----------------- | -- | -- | ---- | ----------- | ------------------------ |
| 1987-88  | CBA  | Quad City Thunder | 30 | 24 | 55,6 | 3º          | Semifinale di divisione  |
| 1988-89  | CBA  | Quad City Thunder | 36 | 18 | 66,7 | 2º          | Semifinale di divisione  |
| 1989-90  | CBA  | Quad City Thunder | 34 | 22 | 60,7 | 2º          | Semifinale di conference |
| 1990-91  | CBA  | Quad City Thunder | 32 | 24 | 57,1 | 1º          | Finale CBA               |
| 1991-92  | CBA  | Quad City Thunder | 42 | 14 | 75,0 | 1º          | Finale di conference     |
| 1992-93  | CBA  | Quad City Thunder | 38 | 18 | 67,9 | 2º          | Primo turno              |
| 1993-94  | CBA  | Quad City Thunder | 34 | 22 | 60,7 | 3º          | Campioni                 |
| 1994-95  | CBA  | Quad City Thunder | 33 | 23 | 58,9 | 1º          | Secondo turno            |
| 1995-96  | CBA  | Quad City Thunder | 37 | 19 | 66,1 | 2º          | Finale di conference     |
| 1996-97  | CBA  | Quad City Thunder | 27 | 29 | 48,2 | 3º          | Primo turno              |
| 1997-98  | CBA  | Quad City Thunder | 38 | 18 | 67,9 | 1º          | Campioni                 |
| 1998-99  | CBA  | Quad City Thunder | 29 | 27 | 51,8 | 3º          | Finale di conference     |
| 1999-00  | CBA  | Quad City Thunder | 35 | 21 | 62,5 | 1º          | Primo turno              |
| 2000-01  | CBA  | Quad City Thunder | 8  | 13 | 38,1 | 3º          | non disputati            |

## Palmarès
- Continental Basketball Association: 2

1994, 1998